# NGC 1637
NGC 1637 (другие обозначения — MCG 0-12-68, UGCA 93, ZWG 393.66, IRAS04389-0257, PGC 15821) — спиральная галактика с перемычкой (SBc) в созвездии Эридан.
Этот объект входит в число перечисленных в оригинальной редакции «Нового общего каталога».

## Характеристики
29 октября 1999 в галактике была зарегистрирована вспышка сверхновой SN 1999em.
В галактике обнаружен ультраяркий рентгеновский источник.
У галактики наблюдается одна спиральная ветвь, которая обёрнута на 180 градусов.  Внешняя часть рукава имеет красный компонент, который указывает на значительный возраст звёзд.
Ядро галактики является активным.